# Templar incongruens
Genre
Espèce
Templar incongruens, unique représentant du genre Templar, est une espèce d'opilions eupnois de la famille des Neopilionidae.

## Distribution
Cette espèce est endémique de la région de Canterbury en Nouvelle-Zélande. Elle se rencontre dans la réserve Ahuriri.

## Description
Le mâle holotype mesure 2,3 mm.

## Publication originale
- Taylor, 2008 : « A new species of Monoscutinae (Arachnida, Opiliones, Monoscutidae) from New Zealand, with a redescription of Monoscutum titirangiense. » The Journal of Arachnology, vol. 36, no 1, p. 176-179 (texte intégral).